# Nachal Darga
Nachal Darga (hebrejsky נחל דרגה, arabsky Vádí Murabba'at) je vádí v Izraeli a na Západním břehu Jordánu, v Judských horách a v Judské poušti.
Začíná v nadmořské výšce přes 700 metrů na hřebenu Judských hor východně od vesnice Ramat Rachel, která leží na jižním okraji Jeruzaléma. Rychle se zařezává do okolního terénu a vede k východu převážně odlesněným údolím, které na severu vymezuje jeruzalémská čtvrť Talpijot Mizrach, na jihu čtvrť Sur Bahir, přičemž vstupuje na území Západního břehu Jordánu. U čtvrti Umm Lisun se údolí stáčí k jihovýchodu a opouští jeruzalémskou aglomeraci. Vede pak východně od města Bajt Sahur hustě osídlenou venkovskou krajinou, která pak městem Za'atara přechází do již jen sporadicky osídlené Judské pouště s občasnými beduínskými tábory. Vede napříč celou pouští. Přijímá zprava od západu vádí Nachal Tekoa a pak klesá strmě do příkopové propadliny Mrtvého moře. Hluboký kaňon je z jihu vymezen horou Micpe Michvar, ze severu výšinou Katef Tur a lokalitou Mecukej Dragot (bývalá jordánská policejní stanice, nyní turistická vyhlídka a cíl). V kaňonu se nacházejí skalní stupně, vodopády a jeskyně. Je turisticky využívaný. V zdejší jeskyni Ma'arat Murabba'at  (מערת מורבעת) byly nalezeny pozůstatky textů psaných Šim'onem bar Kochbou, vůdcem židovského protiřímského povstání z 2. století našeho letopočtu. Pak vádí ze severu míjí izraelskou osadu Micpe Šalem, podchází dálnici číslo 90 a ústí do Mrtvého moře.